# Leinster Senior Club Football Championship
Il Leinster Senior Club Football Championship è un torneo annuale di calcio gaelico che si tiene nella provincia di Leinster, tra le centinaia di club che vi fanno parte. A dire la verità la prima fase coincide con quella dei tornei delle contee. Infatti sono i vincitori dei titoli della contea a prendere parte alla vera fase peculiare di questa competizione. Gli attuali detentori sono i Garrycastle di Westmeath, mentre il club più vincente è Portlaoise di Laois, trionfatore del torneo in 7 edizioni, sebbene abbia vinto il titolo All-Ireland solo nella stagione 1982-1983. I club di Dublino hanno vinto 16 volte il torneo, più del doppio di qualsiasi altro County Board. I vincitori di questo torneo disputano la semifinale All-Ireland.

## Vincitori
|   | Squadra         | Vittorie | Anno vittorie                                                 | Contea    |
| - | --------------- | -------- | ------------------------------------------------------------- | --------- |
| 1 | Portlaoise      | 7        | 1971-72, 1976-77, 1982-83, 1985-86, 1987-88, 2004-05, 2009-10 | Laois     |
| 2 | Éire Óg         | 5        | 1992-93, 1993-94, 1995-96, 1996-97, 1998-99                   | Carlow    |
| 3 | St. Vincent's   | 4        | 1972-73, 1975-76, 1984-84, 2007-08                            | Dublin    |
|   | Kilmacud Crokes | 4        | 1994-95, 2005-06, 2009-2009, 2010-2011                        | Dublin    |
| 5 | Thomas Davis    | 2        | 1990-91, 1991-92                                              | Dublin    |
|   | Walterstown     | 2        | 1980-81, 1983-84                                              | Meath     |
|   | Walsh Island    | 2        | 1978-79, 1979-80                                              | Offaly    |
|   | U.C.D.          | 2        | 1973-74, 1974-75                                              | Dublin    |
| 6 | Gracefield      | 1        | 1970-71.                                                      | Offaly    |
|   | Summerhill      | 1        | 1977-78                                                       | Meath     |
|   | St Brigids      | 1        | 2003-04                                                       | Dublin    |
|   | Baltinglass     | 1        | 1989-90                                                       | Wicklow   |
|   | Parnells        | 1        | 1988-89                                                       | Dublin    |
|   | Ferbane         | 1        | 1986-87                                                       | Offaly    |
|   | Rathnew         | 1        | 2001-02.                                                      | Wicklow   |
|   | Dunshaughlin    | 1        | 2002-03.                                                      | Meath     |
|   | O'Hanrahans     | 1        | 2000-01                                                       | Carlow    |
|   | Na Fianna       | 1        | 1999-00                                                       | Dublin    |
|   | Erin's Isle     | 1        | 1997-98                                                       | Dublin    |
|   | Moorefield      | 1        | 2006                                                          | Kildare   |
|   | Raheens         | 1        | 1980-81                                                       | Kildare   |
|   | Garrycastle     | 1        | 2011-12                                                       | Westmeath |

## Vincitori per contea
| # | Contea          | Titoli | Ultimo trionfo provinciale |
| - | --------------- | ------ | -------------------------- |
| 1 | Dublin clubs    | 17     | Kilmacud Crokes, 2010-2011 |
| 2 | Laois clubs     | 7      | Portlaoise, 2009–10        |
| 3 | Carlow clubs    | 6      | O'Hanrahans, 2000–01       |
| 4 | Meath clubs     | 4      | Dunshaughlin, 2002–03      |
| 4 | Offaly clubs    | 4      | Ferbane, 1986–87           |
| 5 | Wicklow clubs   | 2      | Rathnew, 2001-02.          |
| 5 | Kildare clubs   | 2      | Moorefield, 2006           |
| 6 | Westmeath clubs | 1      | Garrycastle, 2011-12       |

Nessun club da Kilkenny, Longford, Louth o Wexford ha vinto il titolo.